# Partido de Salliqueló
Salliqueló es uno de los 135 partidos de la provincia argentina de Buenos Aires. Está situado en el extremo oeste de la provincia. Su cabecera es la ciudad de Salliqueló.

## Historia
- 1858, pérdida de estos territorios por parte de los indígenas, cuando el coronel Nicolás Granada venció al cacique Calfucurá en la batalla del Pi-hué.
- 1876, victoria final del Ejército Argentino, por el coronel Salvador Maldonado sobre el cacique Juan José Catriel en la batalla de Cura Malal. Tiempo después el Estado retribuye al hacendado Saturnino Unzué con 95.000 hectáreas por su contribución económica a la campaña contra el indio.
- 1902, en el partido de Pellegrini, Saturnino J. Unzué, con sus estancias "La Inés" y "Salliqueló", dona 450 hectáreas a la "Empresa de Colonización Stroeder", para que fundara un pueblo.
- 1903, se venden los lotes y el 7 de junio se inaugura la "Villa Salliqueló". La zona tenía el edificio de la "Estación de ferrocarril", tanque de agua. También llegan los primeros colonos desde el partido de Magdalena y desde las cercanías de La Plata. Los colonos eran principalmente italianos, españoles (mayormente vascos), portugueses, alemanes y neerlandeses.
- 1908, Salliqueló deja de pertenecer al partido de Guaminí para formar parte del partido de Pellegrini.
- 1961, se crea el partido, escindido del de Pellegrini, por ley impulsada por el senador Ivón Nicolás Sanseau.

## Intendentes municipales
| Intendente                   | Mandato                                           | Partido             |
| Osvaldo Balbín               | 10 de diciembre de 1983 - 12 de diciembre de 1986 | UCR                 |
| Mabel R- Tellechea de Garcia | 12 de diciembre de 1986 - 10 de diciembre de 1987 | UCR                 |
| Adalberto Edgardo Breser     | 10 de diciembre de 1987 - 10 de diciembre de 1995 | PJ                  |
| Hugo Catellani               | 10 de diciembre de 1995 - 10 de diciembre de 1996 | PJ                  |
| Victor Hugo Elizalde         | 10 de diciembre de 1996 - 10 de diciembre de 1999 | PJ                  |
| Osvaldo Enrique Cattáneo     | 10 de diciembre de 1999 - 10 de diciembre de 2015 | UCR                 |
| Jorge Alberto Hernández      | 10 de diciembre de 2015 - 10 de diciembre de 2019 | UCR                 |
| Juan Miguel Nosetti          | 10 de diciembre de 2019 - 10 de diciembre de 2023 | Unión Vecinal - JxC |
| Ariel Horacio Succurro       | 10 de diciembre de 2023 - al presente             | PJ                  |

## Localidades del Partido
Población según censo 2010.
- Salliqueló, 7.617 hab.
- Quenumá, 683 hab.
- Paraje Estación Graciarena

## Población
Según los resultados definitivos del censo de 2022 la población del partido alcanza los 9.427 habitantes.